# Mesoarcaico
El Mesoarcaico o Mesoarqueano es la tercera era y eratema del eón y eonotema Arcaico de la escala temporal geológica. Comenzó hace 3200 millones de años y terminó hace 2800 millones de años, durando 400 millones de años. La unidad se define cronométricamente, no está referenciado a un determinado estratotipo de roca de la Tierra (GSSP). La primera glaciación se produjo hace 2900 millones de años y pudo ser debida a una desestabilización del clima producida por el metabolismo de los primeros microorganismos. El primer supercontinente, Vaalbará, se fragmentó al final de esta era, hace aproximadamente 2800 millones de años.  El cráter de impacto más antiguo descubierto en la superficie de la Tierra tiene una edad estimada de 3000 millones de años por lo que pertenece a esta era, está localizado en Groenlandia, fue descubierto en 2012 y tiene 100 km de diámetro. Se estima que fue provocado por el impacto de un asteroide de al menos 30 km de diámetro.

## Tectónica

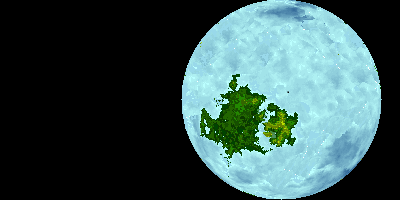
Supuesto supercontinente Vaalbara durante la era Mesoarcaica, que se desintegró en la era Neoarcaica.

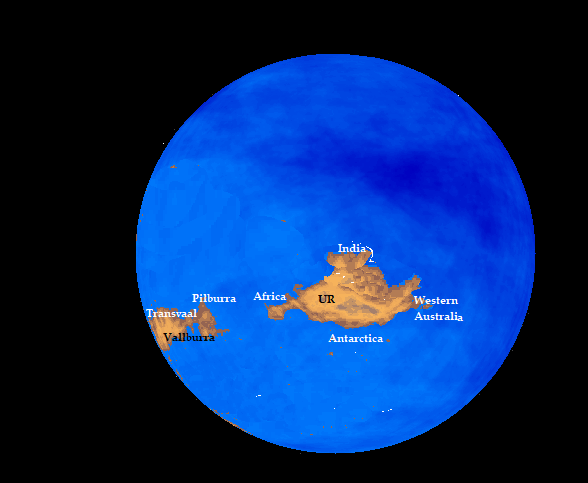
Configuración alternativa de Vaalbara

Se cree que la era Mesoarcaica fue la cuna de la subducción de placas de estilo moderno, basándose en las pruebas geológicas del Cratón de Pilbara en Australia Occidental. Un margen convergente con un arco oceánico de estilo moderno existió en el límite entre Pilbara Occidental y Oriental hacia 3.12 Ga. Para 2.97 Ga, el terreno occidental de Pilbara convergió y se adhirió al terreno oriental de Pilbara. El supercontinente, Vaalbara, pudo haber existido durante la era mesoarcaica.

## Condiciones ambientales
El análisis de isótopos del oxígeno en cherts mesoarcaicas ha sido útil para la reconstrucción de las temperaturas superficiales durante este período. Estas rocas llevaron a los investigadores a estimar una temperatura oceánica en torno a los 55-85 °C mientras que otros estudios de meteorización postulan temperaturas medias en torno a los 50 °C. 
La atmófera mesoarcaica contenía altos niveles de metano y dióxido de carbono atmosféricos, los cuales brindan una posible explicación para las altas temperaturas durante esta era. El dinitrógeno atmosférico contenido en el Mesoarcaico se piensa que debió ser similar al de hoy, lo que sugiere que éste no constituyó un papel integral en el balance térmico de la Tierra antigua.

La glaciación Pongola  ocurrió alrededor de 2.9 Ga, de la que existen pruebas de que el hielo se extendía hasta una paleolatitud (latitud basada en el campo magnético registrado en la roca) de 48 grados. Es probable que esta glaciación no fuera provocada por la evolución de las cianobacterias fotosintéticas, que probablemente se produjo en el intervalo de la glaciación Huroniana.

## Vida microbiana temprana
La vida microbiana con diversos metabolismos se expandió durante la era mesoarcaica y produjo gases que influyeron en composición atmosférica de la Tierra primitiva. Las cianobacterias producían Oxígeno, pero éste no empezó a acumularse en la atmósfera hasta más tarde en el Arcaico.. Sin embargo, pequeños oasis de agua relativamente oxigenada existían en algunos ambientes marinos poco profundos cercanos a la costa en esta época.
| Supereón    | Eón Eonotema     | Era Eratema                | Periodo Sistema            | Inicio, en millones de años |
| ----------- | ---------------- | -------------------------- | -------------------------- | --------------------------- |
| Precámbrico | Proterozoico     | Neo- proterozoico          | Ediacárico Ediacariano     | ~635                        |
| Precámbrico | Proterozoico     | Neo- proterozoico          | Criogénico Criogeniano     | ~720                        |
| Precámbrico | Proterozoico     | Neo- proterozoico          | Tónico Toniano             | 1000                        |
| Precámbrico | Proterozoico     | Meso- proterozoico         | Esténico Steniano          | 1200                        |
| Precámbrico | Proterozoico     | Meso- proterozoico         | Ectásico Ectasiano         | 1400                        |
| Precámbrico | Proterozoico     | Meso- proterozoico         | Calímico Calymmiano        | 1600                        |
| Precámbrico | Proterozoico     | Paleo- proterozoico        | Estatérico Statheriano     | 1800                        |
| Precámbrico | Proterozoico     | Paleo- proterozoico        | Orosírico Orosiriano       | 2050                        |
| Precámbrico | Proterozoico     | Paleo- proterozoico        | Riásico Rhyaciano          | 2300                        |
| Precámbrico | Proterozoico     | Paleo- proterozoico        | Sidérico Sideriano         | 2500                        |
| Precámbrico | Arcaico Arqueano | Neoarcaico Neoarqueano     | Neoarcaico Neoarqueano     | 2800                        |
| Precámbrico | Arcaico Arqueano | Mesoarcaico Mesoarqueano   | Mesoarcaico Mesoarqueano   | 3200                        |
| Precámbrico | Arcaico Arqueano | Paleoarcaico Paleoarqueano | Paleoarcaico Paleoarqueano | 3600                        |
| Precámbrico | Arcaico Arqueano | Eoarcaico Eoarqueano       | Eoarcaico Eoarqueano       | 4031±3                      |
| Precámbrico | Hádico Hadeano   | Hádico Hadeano             | Hádico Hadeano             | 4567                        |